# Женская сборная Суринама по волейболу
Женская национальная сборная Суринама по волейболу (нидерл. Surinaamse dames volleybalteam) — представляет Суринам на международных волейбольных соревнованиях. Управляющей организацией выступает Суринамский волейбольный союз (нидерл. Surinaamse Volleybal Bond — SUVOBO).

## История
Первые волейбольные матчи в Нидерландской Гвиане (ныне — Суринам) прошли в 1942 году с участием американских военнослужащих и сотрудников торговых компаний. В 1963 создана федерация волейбола страны, а в 1964 были проведены первые волейбольные чемпионаты среди мужских и женских команд.
В мае 1967 года впервые была сформирована женская волейбольная сборная страны для участия в матчах с клубными командами Нидерландских Антильских островов. В августе 1975 суринамские волейболистки провели свои первые матчи на уровне национальных сборных с командой Гайаны и дважды победили — 3:0 и 3:2. В ноябре того же года Нидерландская Гвиана получила независимость и современное название — Суринам. В 1976 суринамский волейбольный союз вступил в ФИВБ, а также в Конфедерацию волейбола Северной, Центральной Америки и Карибского бассейна (NORCECA), хотя географически страна относится к Южной Америке.
В августе 1980 года женская сборная Суринама впервые приняла участие в волейбольном турнире, которым стали Межгвианские игры, прошедшие в столице Французской Гвианы Кайенне. В соревнованиях участвовали национальные команды Гайаны, Французской Гвианы и Суринама и завершились они победой суринамских волейболисток.
В 1986 году сборная Суринама вышла на официальную международную арену, впервые приняв участие в Центральноамериканских и Карибских играх, которые проводились в Доминиканской Республике. На групповой стадии суринамки потерпели 4 поражения в 4-х матчах, но в утешительном поединке за 9-е место одержали победу на сборной Гаити. В следующих Играх стран Центральной Америки и Карибского бассейна, прошедших в 1990 году в Мексике, команда Суринама вновь была среди участников, но в итоге замкнула турнирную таблицу розыгрыша. Больше в подобных комплексных соревнованиях суринамские волейболистки участия не принимали.
В 1991 году в столице Суринама Парамарибо был организован первый Карибский чемпионат по волейболу, хотя в заявке числились всего две сборные — Суринама и Нидерландских Антильских островов. Сильнее оказались островитянки. В последующем в подобных соревнованиях сборная Суринама выступала нерегулярно, но в четырёх последних турнирах с её участием стала серебряным (в 2010 и 2018) и бронзовым (в 2014 и 2017) призёром. При этом в символическую сборную чемпионата 2014 года вошли сразу три суринамские волейболистки — диагональная нападающая Сандрина Хюнсель, связующая Шерил Брюннингс и либеро Фараназ Левенс. Кроме этого, лучшим бомбардиром турнира стала Хюнсель, а Левенс признана лучшим защитником.
Кроме соревнований национальных команд стран Карибского региона сборная Суринама трижды принимала участие в отборочных турнирах чемпионатов мира, но оба раза выбывала из борьбы уже на ранних стадиях отбора. В июне 2009 года (квалификация мирового первенства 2010) суринамские волейболистки заняли в своей группе 1-го этапа лишь 5-е место среди 6 команд, а в североамериканской квалификации чемпионата мира 2014 сборная Суринама добралась до 2-го этапа, где в группе стала 3-й, закончив на этом турнирную борьбу. В отборочном турнире чемпионата мира 2018 на 1-м этапе суринамские волейболистки в своей группе уверенно заняли 1-е место и вышли во 2-й раунд континентальной квалификации, в котором и закончили борьбу за попадание на мировое первенство.
В 2024 году сборная Суринама впервые приняла участие в розыгрыше Панамериканского Кубка, но ни в одном из 6 проведённых на турнире матчей не сумела выиграть ни одного сета, набирая за партию от 4 до 16 очков.

## Результаты выступлений и составы

### Чемпионаты мира
Сборная Суринама принимала участие в трёх отборочных турнирах чемпионатов мира.
- 2010 — не квалифицировалась
- 2014 — не квалифицировалась
- 2018 — не квалифицировалась

- 2010 (квалификация): Анушка Дал, Гайл Фараназ, Шарлен Боск, Роанн Занайда, Сандрина Хюнсел, Ким Карстерс, Морена Летер, Женевр Овердип, Хайди Ренардус, Мервиль Сно, Жаниз-Хайди Валис, Ксавьера Виллемсберг. Тренер — Эрик Айкман.
- 2014 (квалификация): Шерил Брюннингс, Шанталь Карстерс, Одиль Каме, Сандрина Хюнсел, Жиль Арлуд, Синди-Джейн Вианен, Женевр Овердип, Яниз Валис, Ксавьера Виллемсберг, Памела Хильдс, Шавелли Вип, Шарифа Оливейра, Фараназ Левенс, Шериффа Пюрперхарт, Сигурни Каме. Тренер — Эрик Айкман.
- 2018 (квалификация): Шерил Брюннингс, Джонель Джеймсон, Шарифа Оливейра, Одетт Каме, Сигурни Каме, Яннеке Тамменга, Габриэла Боутерсе, Яниз Валис, Ксавьера Виллемсберг, Синди-Джейн Вианен, Шавелли Вип, Кетура Маргарет, Шагназ Франкел, Сандрина Хюнсел. Тренер — Эрик Айкман.

### Панамериканский Кубок
- 2024 — 12-е место

### Центральноамериканские и Карибские игры
Сборная Суринама принимала участие в двух волейбольных турнирах Центральноамериканских и Карибских игр.
- 1986 — 9-е место
- 1990 — 7-е место

### Карибский чемпионат
| - 1991 — 2-е место - 1992 — не участвовала - 1993 — 4-е место - 1994 — не участвовала - 1995 — не участвовала - 1996 — 6-е место - 1998 — не участвовала - 2000 — 7-е место - 2002 — 7-е место | - 2004 — не участвовала - 2006 — не участвовала - 2008 — не участвовала - 2010 — 2-е место - 2012 — не участвовала - 2014 — 3-е место - 2017 — 3-е место - 2018 — 2-е место - 2023 — 4-е место |

## Состав
Сборная Суринама в розыгрыше Панамериканского Кубка 2024.
| №  | Имя, фамилия      | Год рождения | Рост | Амплуа      | Клуб      |
| -- | ----------------- | ------------ | ---- | ----------- | --------- |
| 5  | Кэйлинн Гриффит   | 2006         | 168  | нападающая  | «Йелико»  |
| 6  | Яннеке Тамменга   | 1992         | 188  | центральная | «Гидеон»  |
| 7  | Морена Летер      | 1992         | 180  | центральная | «Базука»  |
| 8  | Авайра Сенгвай    | 2005         | 178  | центральная | «Марвина» |
| 9  | Самара ван Каллен | 1998         | 180  | центральная | «Кондор»  |
| 10 | Жанетт Тамменга   | 1999         | 182  | связующая   | «Гидеон»  |
| 14 | Шагназ Франкел    | 1994         | 164  | связующая   | «Йелико»  |
| 16 | Йоаханна Тамменга | 1989         | 185  | центральная | «Ливо»    |
| 17 | Шелени Судамах    | 2003         | 159  | либеро      | «Гидеон»  |
| 19 | Жос-Рут Тамменга  | 1997         | 188  | нападающая  | «Гидеон»  |
| 24 | Ливана Верхёйл    | 2010         | 175  | нападающая  | SVV       |

- Главный тренер — Клаудиус Страл